# فراکافت شیمیایی نوترونی
فراکافت کنشوری نوترونی (انگلیسی: Neutron activation analysis) یک فرایند هسته‌ای است که برای تعیین غلظت عنصرها در مقدار زیاد ماده، بهره‌گیری می‌شود.

## سازوکار
این روش (اختصاری NAA) که برپایه کنشوری نوترون است به یک منبع نوترون نیازمند است. این فراکافت فرصت بررسی نمونه‌گیری گسسته برای هسته اتم را فارغ از شکل شیمیایی نمونه فراهم می‌کند.
در فراکافت کنشوری نوترونی، نمونه به وسیلهٔ نوترون بمباران شده و به یکی از ایزوتوپ‌های پرتوزا تبدیل می‌شود. با توجه به نشر پرتو و نوع واپاشی هسته‌ای، می‌توان به نوع عنصر پی برد. با اطلاعات بدست آمده از طیف‌های نشری، غلظت عنصر قابل اندازه‌گیری خواهد بود.